# Репино (Санкт-Петербург)
Ре́пино (до 1948 года — Куо́ккала, от фин. Kuokkala) — посёлок в России, внутригородское муниципальное образование в составе Курортного района города федерального значения Санкт-Петербурга. Одноимённая платформа Октябрьской железной дороги на участке Санкт-Петербург — Выборг.

## Название
По одной из версий, существовавшее до 1948 года финское название посёлка Куоккала, это видоизменённая форма от «Коуккула» (от фин. koukku — рыболовный крючок).
1 октября 1948 года, согласно указу Президиума Верховного Совета РСФСР, посёлок Куоккала был переименован в честь русского живописца И. Е. Репина.

## История
В средние века деревня Куоккала занимала обширные территории, расположенные в нижнем течении реки Сестры вплоть до её устья. По условиям Ореховецкого мирного договора, в котором впервые упоминается данная территория, заключённого в 1323 году между Новгородской республикой и Швецией, было предусмотрено право русских пользоваться местами рыболовства, расположенными за установленной границей. Это право приграничной рыбной ловли сохранялось более двух веков.
Частые войны и пограничные стычки делали проживание в этих местах небезопасным. В 1568 году в опустошённой после очередной войны деревне поселилось 5 крестьянских семей. В 1590 году в налоговых списках Куоккала значилось уже 12 хозяйств, но все они исчезли на рубеже веков. Большая часть жителей пришла в Куоккала после Северной войны из соседней волости Кивенапа.
Русское и финское население жило здесь по соседству в течение нескольких столетий. Об этом свидетельствует местная топонимика. Второе название Западной Куоккалы — Ванасси. Как полагают, это финнизированная форма имени Афанасий. Уже в XVII веке на перекрёстке прибрежной дороги и дороги на деревню Хаапала (Ленинское) стоял кабак, который в следующем столетии стали именовать кабаком Афанасьева, вероятно, по фамилии его владельца. От него деревня Западная Куоккала и получила своё второе имя.
К северу от станции Куоккала небольшой участок территории также был застроен дачами, за которыми начиналось большое болото Понтуса. Имя знаменитого шведского полководца Понтуса Делагарди зафиксировалось в местной топонимике потому, что во время своего похода на Русское царство в 1580 году войска Понтуса проложили через это болото мощные гатированные мосты, по которым перевозились тяжёлые орудия.
В 1714 году по указу Петра I на южных приречных лугах деревни Куоккала началось строительство оружейного завода. Через полтора века между финляндским населением и руководством завода возникли трения, в результате чего в 1864 году Сестрорецкая слобода вместе с оружейным заводом была передана из состава автономной Финляндии в состав Санкт-Петербургской губернии.
После открытия в 1870 году Финляндской железной дороги земли стали активно скупаться и застраиваться богатыми петербуржцами. В 1889 году в Куоккале была построена платформа, которая превратилась в станцию в 1897 году. Затем в южной части Куоккалы появилась ещё одна платформа, которая в 1906 году также стала станцией. Она была построена на средства финского предпринимателя, жившего в Санкт-Петербурге, Олафа (Олли) Уллберга. По имени своего основателя станция и прилегающая к ней местность получили вскоре название «Оллила» (совр. Солнечное).
Дачная экспансия достигла такого размаха, что местное население оказалось на правах национального меньшинства. Экономическая выгода сглаживала напряжённость. Ситуация обострялась только во время проведения бобриковской политики русификации Финляндии. Деревня превратилась в петербургский курорт, находящийся на территории автономного княжества. Русские большевики в 1905—1907 годах называли Финляндию «красным тылом революции». В Куоккала у большевиков была своя резиденция — дача «Ваза», на которой одно время скрывался В. И. Ленин.
С самого начала массовой застройки главной улицей стал Большой проспект включая нынешнее Приморское шоссе, где любили прогуливаться дачники, заглядывавшие в общедоступный парк Ридингер. Первый православный храм был построен в 1894 году в парке, но сгорел на Пасху 1909 года. Отстроенное заново здание храма сгорело при пожаре 9 апреля 1916 года, вызванного ударом молнии. Новая, отстроенная через год, действовала до 1939 года.
В 1917 году почти у самой границы, на правом берегу реки Сестры появилась ещё одна станция, получившая название «Раяйоки», как и финское название пограничной реки. Сейчас на правом берегу Сестры располагается посёлок Дюны (в границах Белоострова). В начале XX века Куоккала становится популярным дачным местом у творческой интеллигенции Петербурга. Здесь находились дачи И. Е. Репина, Л. Н. Андреева, Н. Н. Евреинова, К. И. Чуковского, любили отдыхать М. Горький (дача «Линтула»), В. В. Маяковский и мн. др.

Исторические виды посёлка
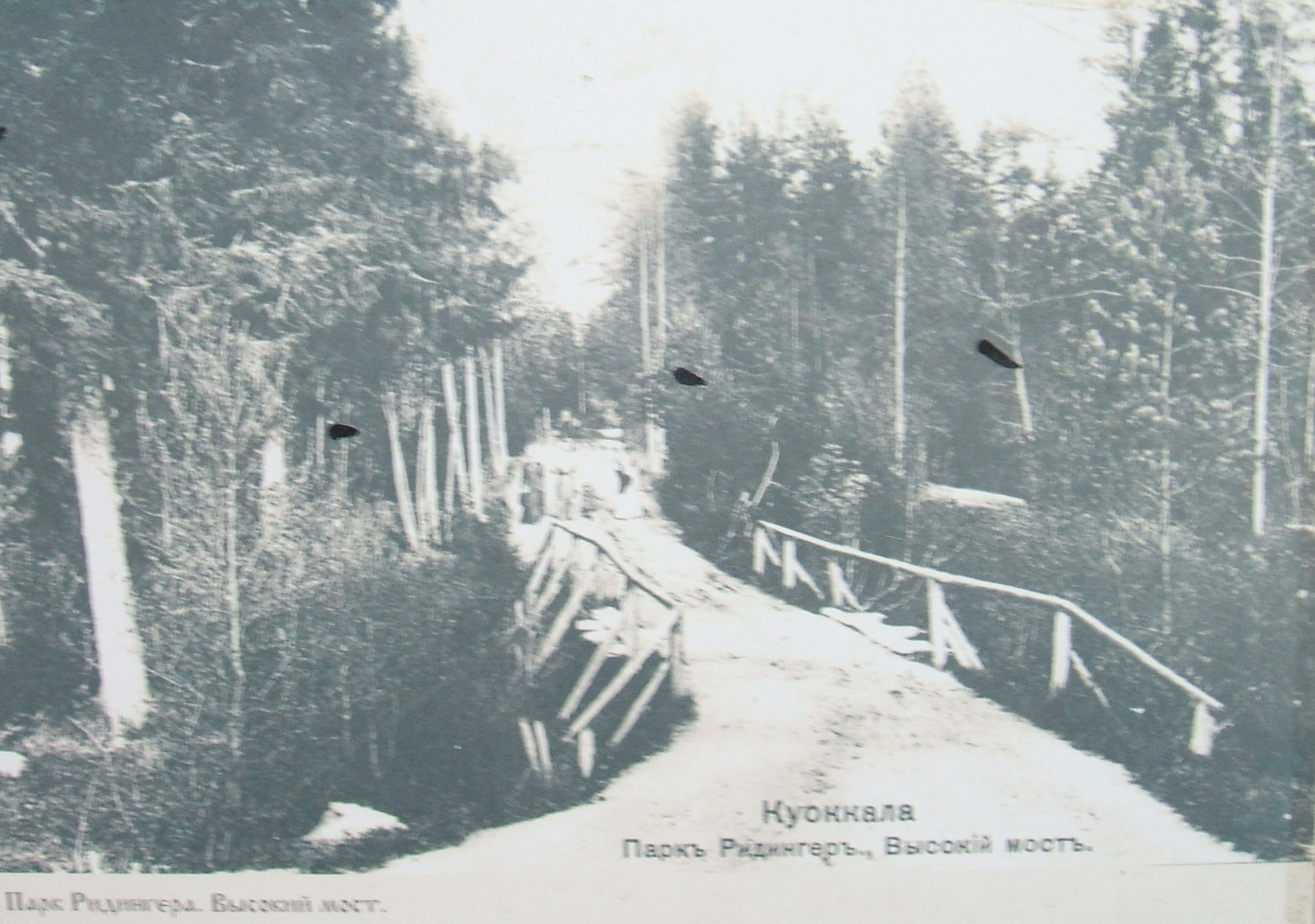
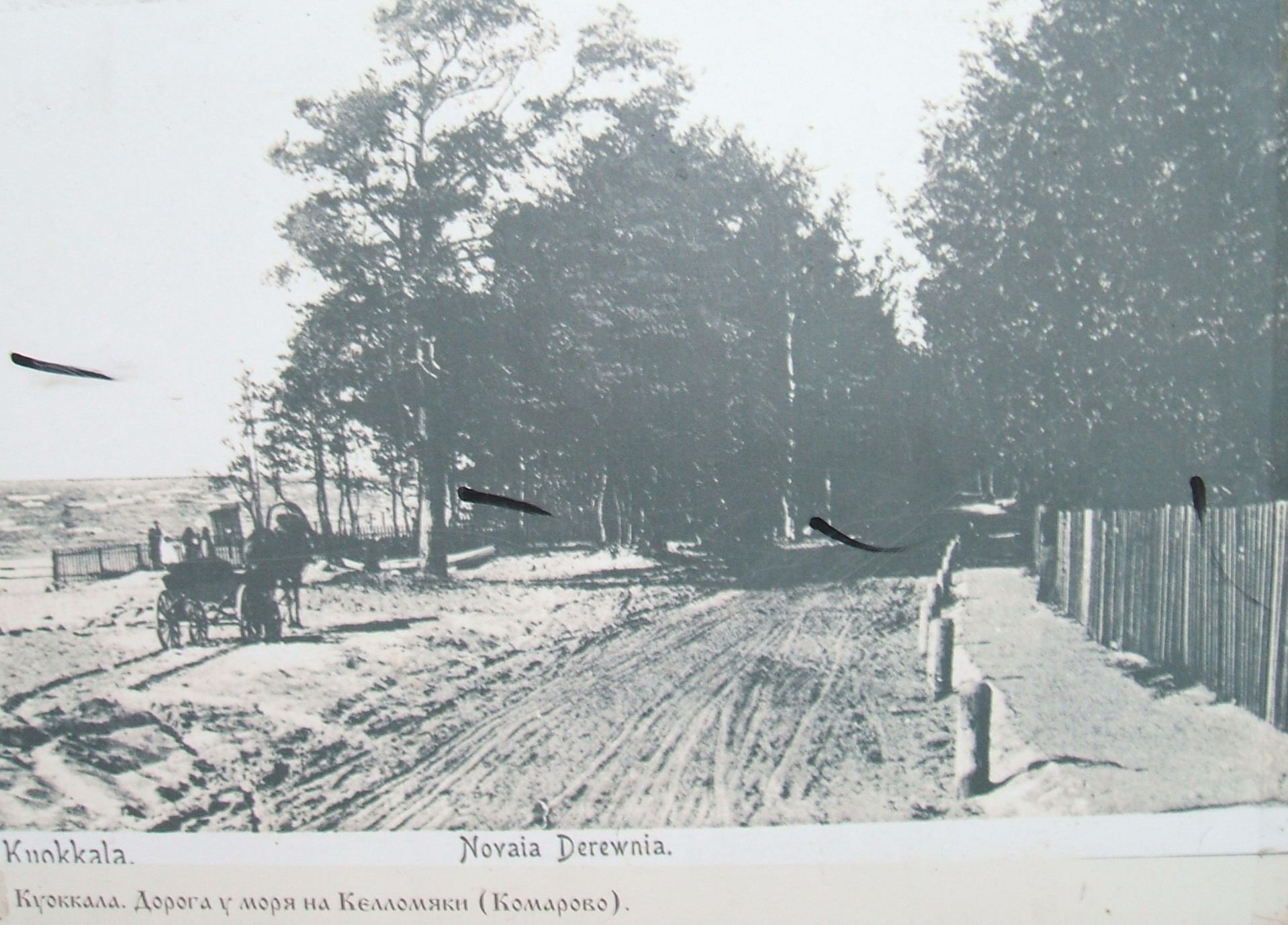
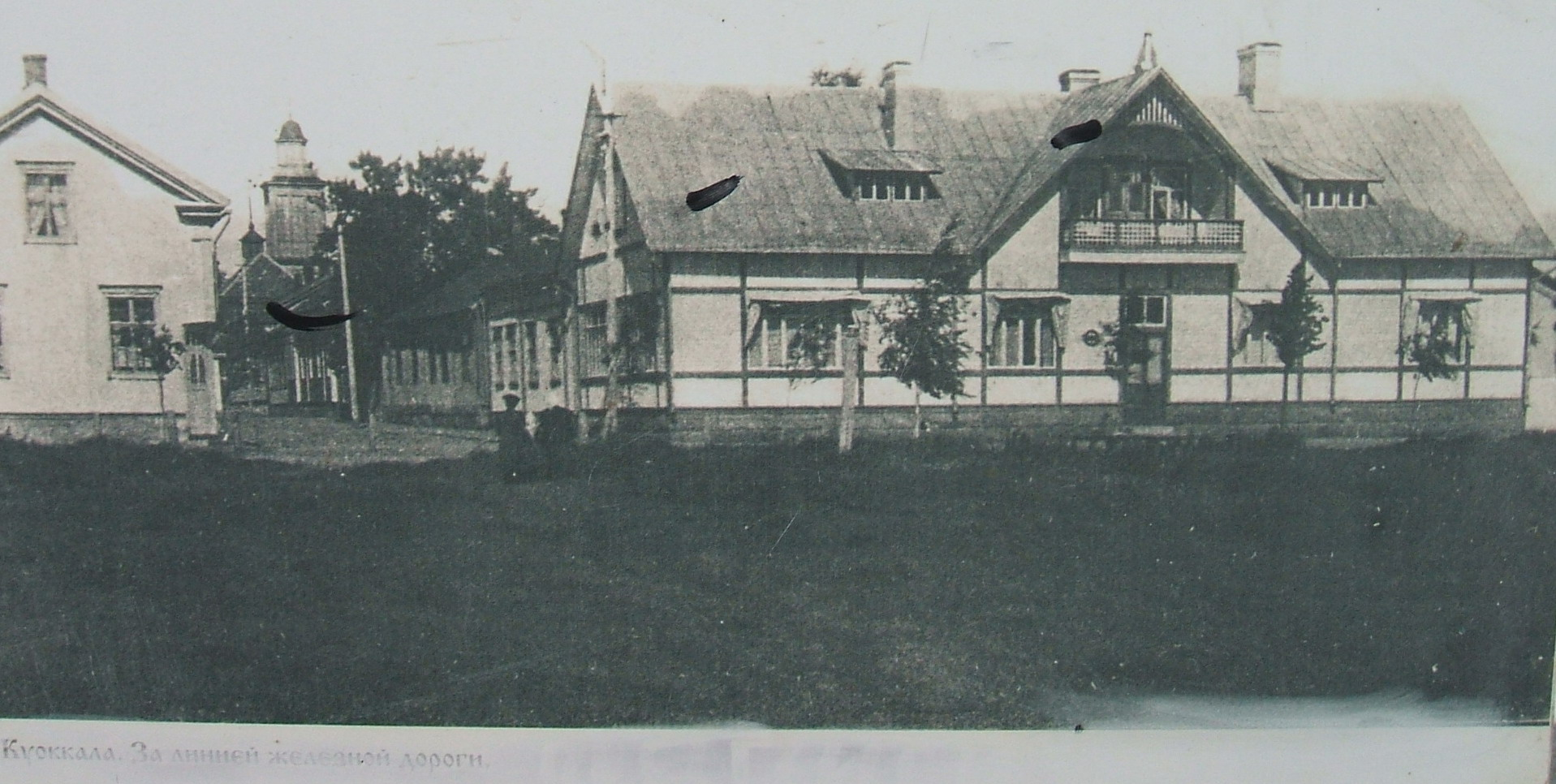
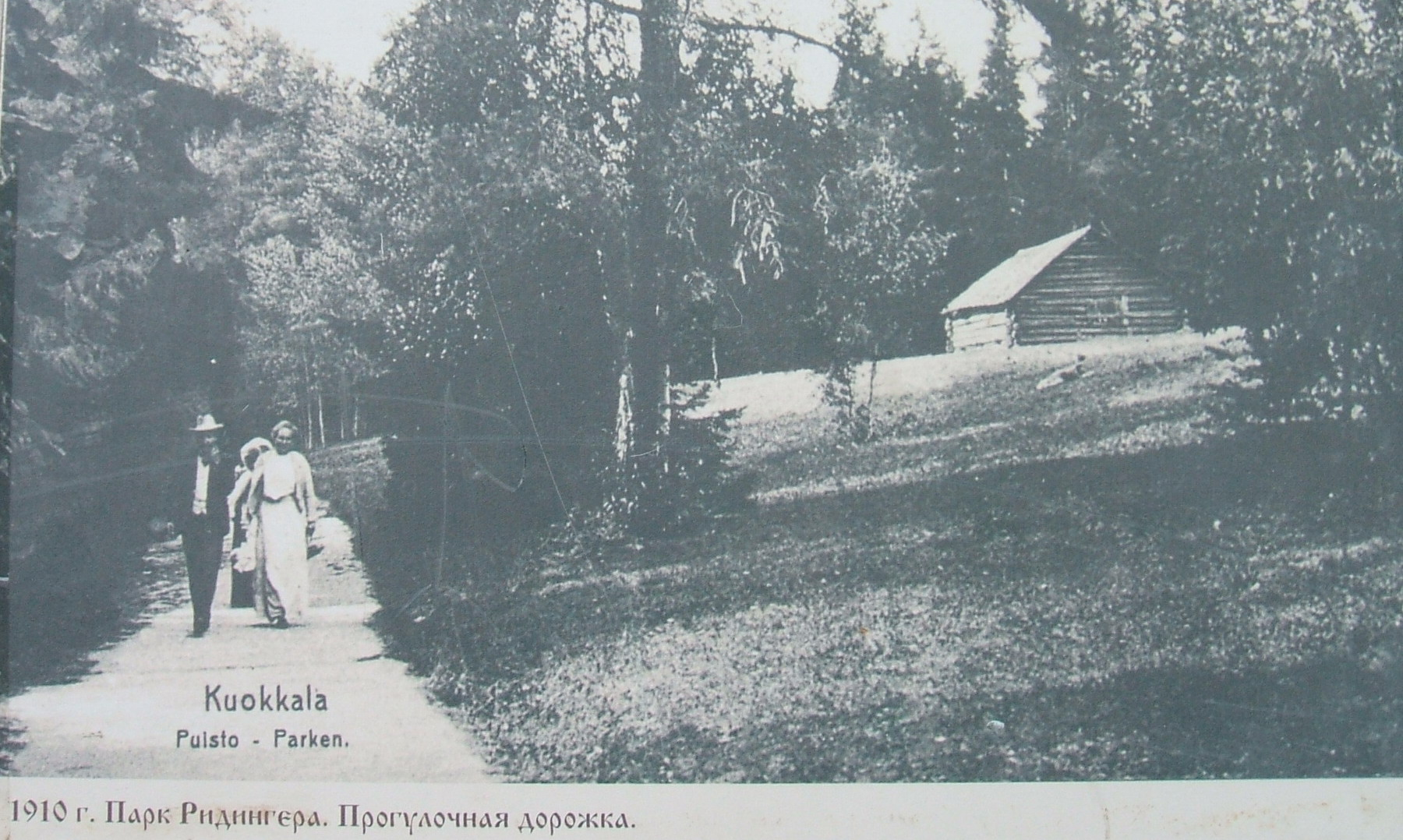
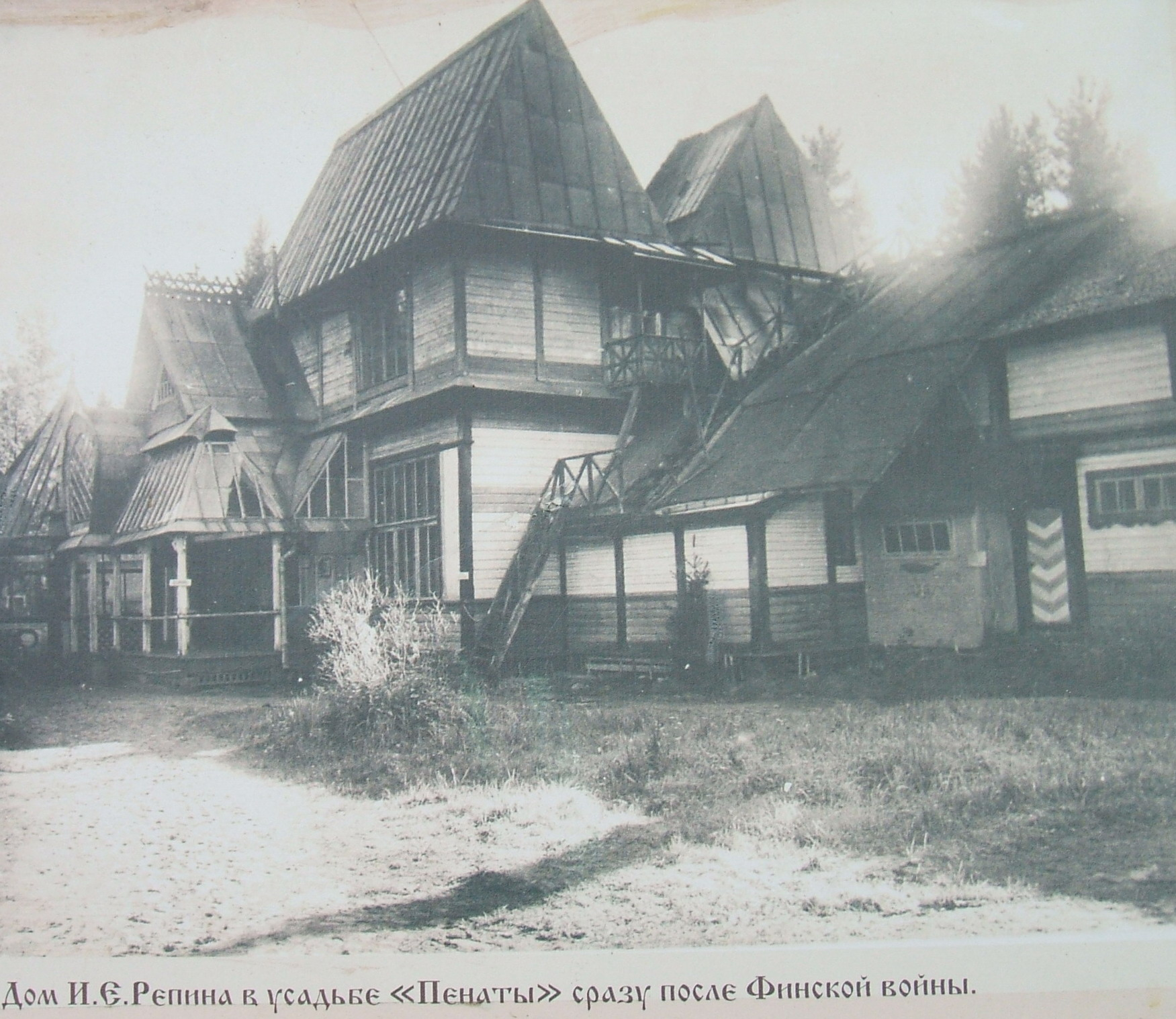

В течение XX века Куоккала пережила три войны и все они оставили свой след. 23 апреля 1918 года в районе станции Куоккала шёл бой между белыми отрядами майора Бонсдорфа и красными финнами, на помощь которым подошёл бронепоезд из Териоки, а также около 700 прибывших из Петрограда большевиков. В бою погибло 28 белых и более 60 красных бойцов. В память об этом сражении на станции Куоккала 23 апреля 1921 года был открыт монумент, установленный на братской могиле. На нём были выбиты имена павших и слова:

По закону предков в смерть они вступили, Святое наследие оставив после себя.
 В этой же могиле были похоронены и несколько человек, охранявших станцию, которые были расстреляны большевиками 24 апреля 1918 года при отступлении красного бронепоезда.
До 1939 года деревня Куоккала входила в состав волости Териоки Выборгской губернии. Она состояла из двух частей: Западной Куоккалы (фин. Länsi-Kuokkala) и Дальней Куоккалы (фин. Perä-Kuokkala). Дальняя Куоккала в свою очередь условно делилась на два посёлка: Оллила и Раяйоки.
Перед войной 1939—1940 годов в Западной Куоккале было около 160 жилых домов, 5 гостиниц и пансионатов, школа, 4 магазина, 2 аптеки, Дом Союза рабочих, Дом Молодёжного общества, полицейский участок, баптистский молитвенный дом и православная церковь Рюдингера. В Дальней Куоккале было около 120 жилых домов и дач, 2 школы, несколько магазинов, дом молитвы и десяток общественных зданий.
В 1948 году посёлок был переименован в честь И. Е. Репина. Здесь в своей усадьбе «Пенаты» художник жил и был похоронен. После войны усадьба была восстановлена, и в ней организован музей.
В начале августа в день рождения И. Е. Репина муниципальный Совет решил отмечать праздник «День посёлка Репино». Повод — первое упоминание в летописи и Указ о переименовании посёлка.
В XXI веке посёлок развивается как большой комплекс санаторно-курортных учреждений. Есть необходимый минимум учреждений поселковой инфраструктуры: почта, банк, аптека, магазины, рестораны, автосервис, дачное хозяйство, отделение полиции, школа, вокзал.
В 2013 году в створе Большого проспекта над железной дорогой планируется построить по проекту государственного института «Ленгипроинжпроект» грандиозную развязку. Стоимость подписанного контракта 2,1 млрд рублей. В результате будет ликвидирован железнодорожный переезд.
В 2014 году в Репино открылся «Центр изучения и сохранения морских млекопитающих».

Инфраструктура посёлка
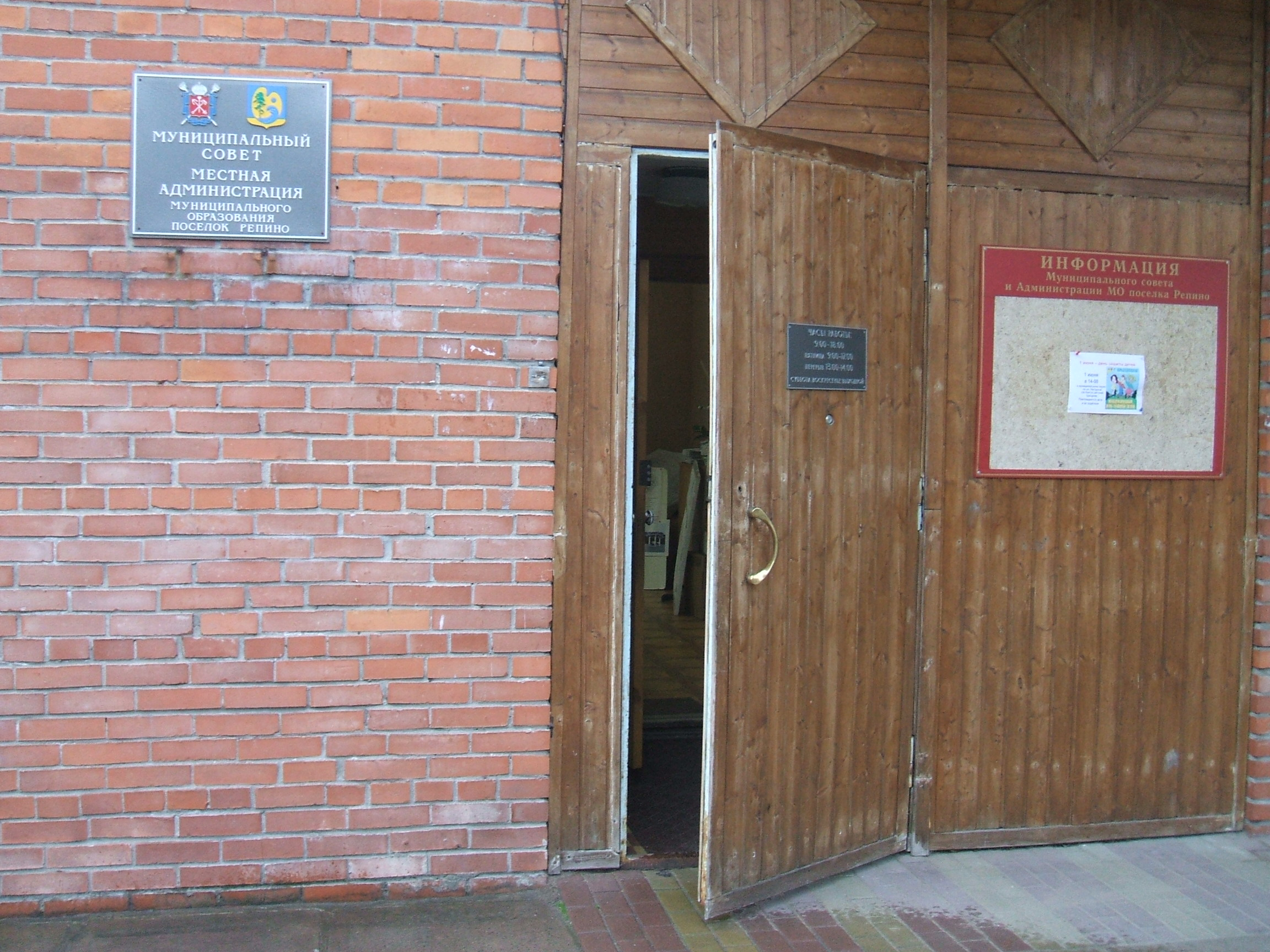
Муниципальный Совет, Приморское шоссе, 443
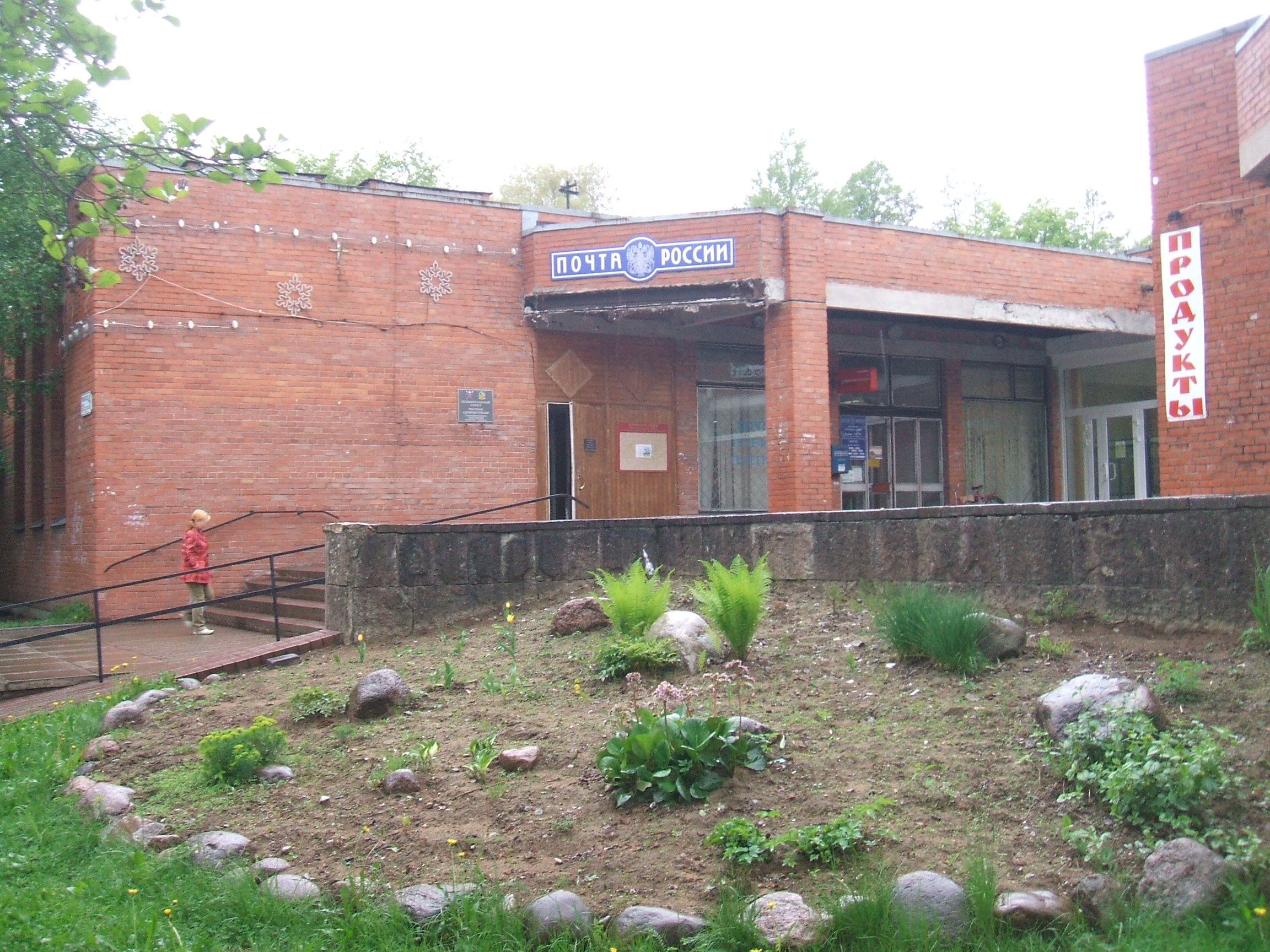
Почта, Приморское шоссе, 443
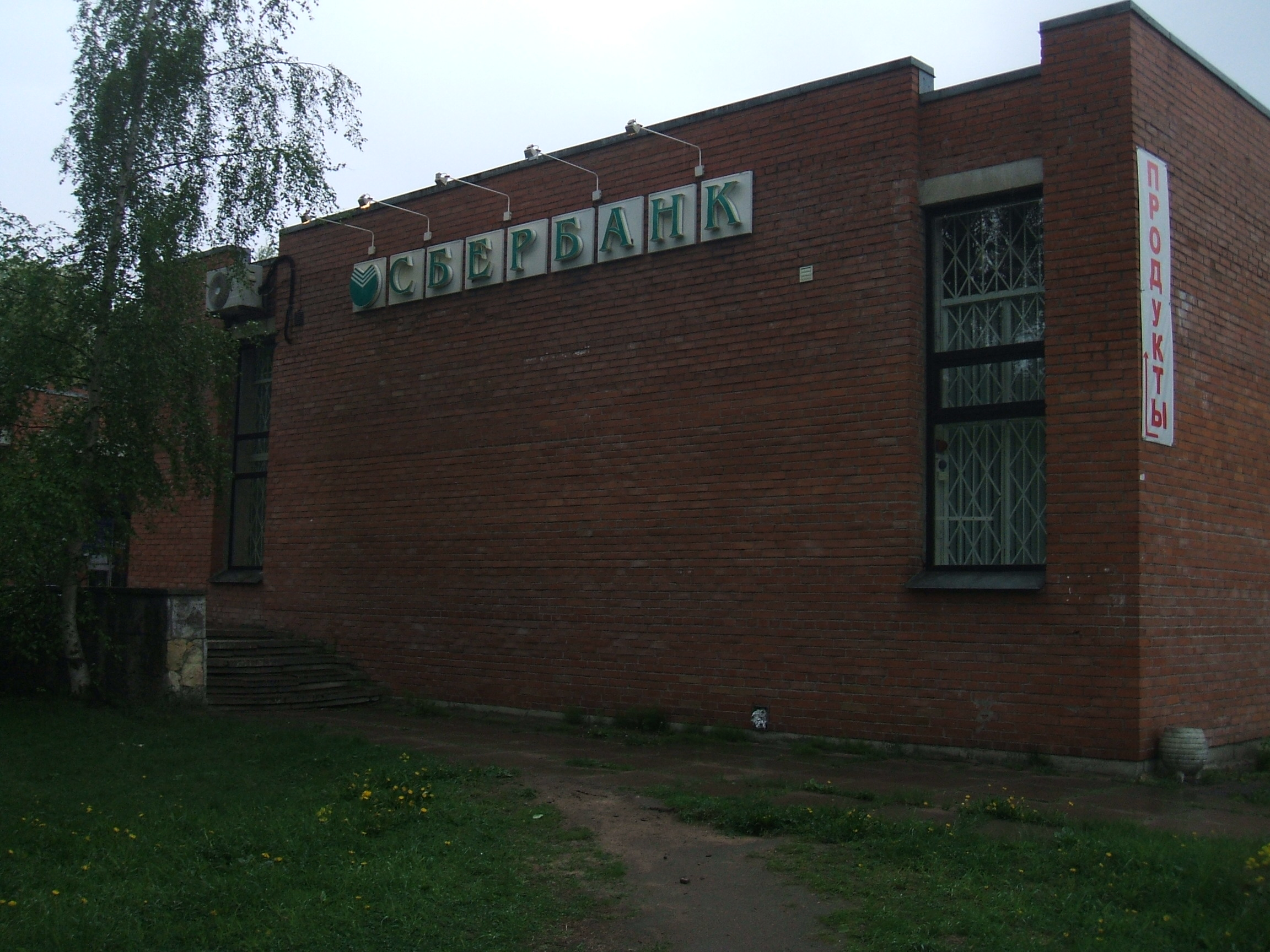
Банк, Приморское шоссе, 443
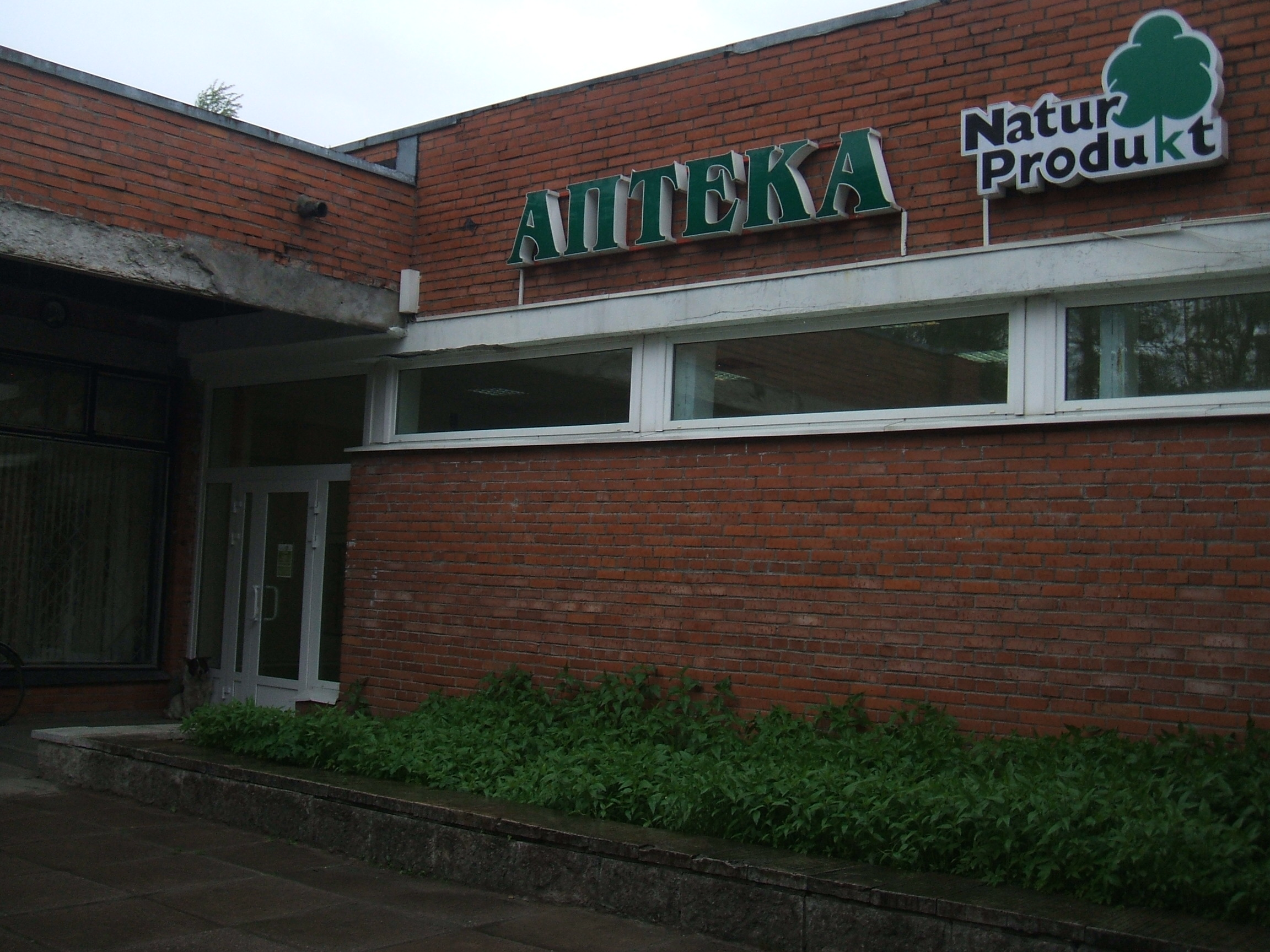
Аптека, Приморское шоссе, 443
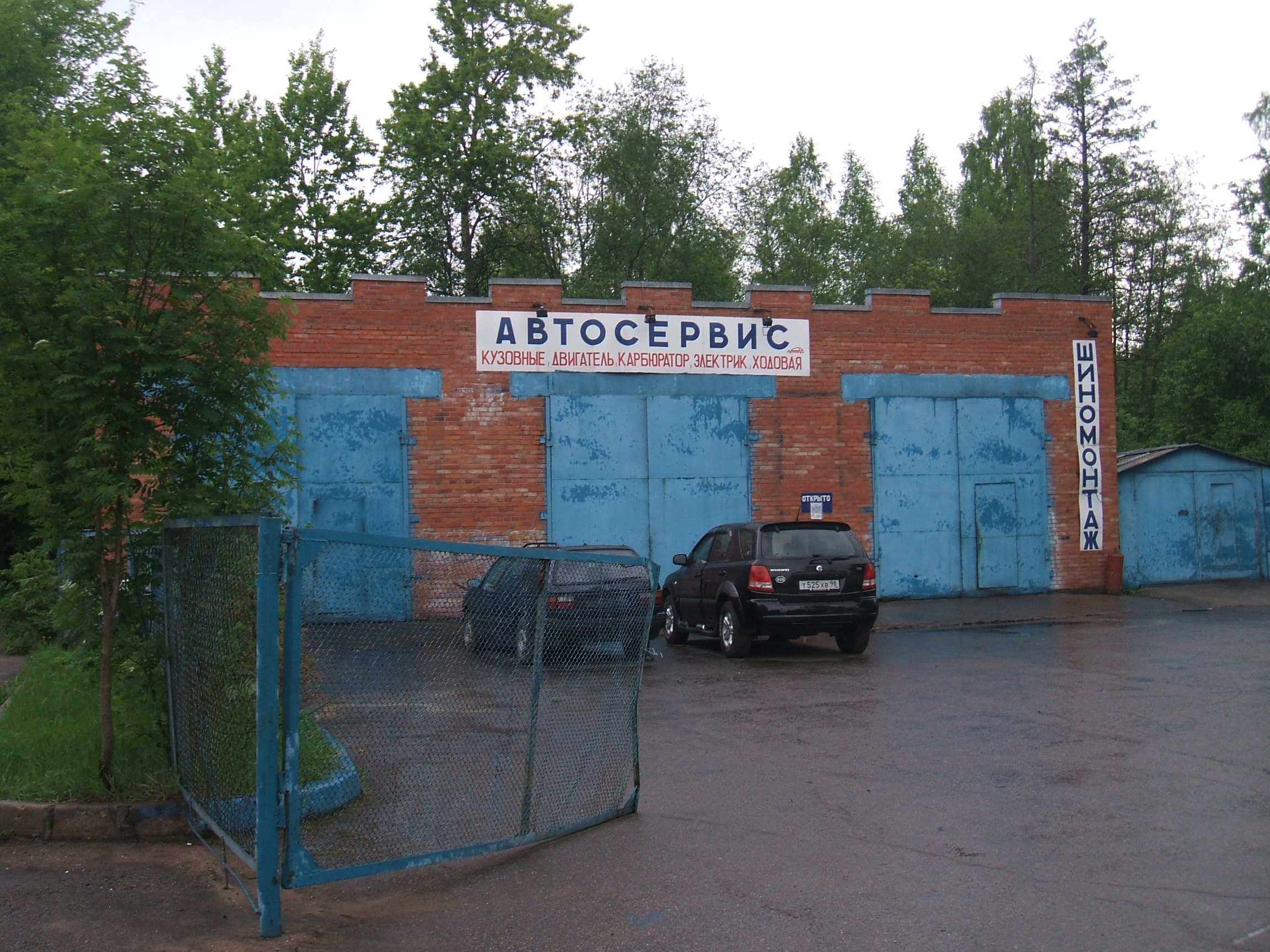
Автосервис, Приморское шоссе, 441
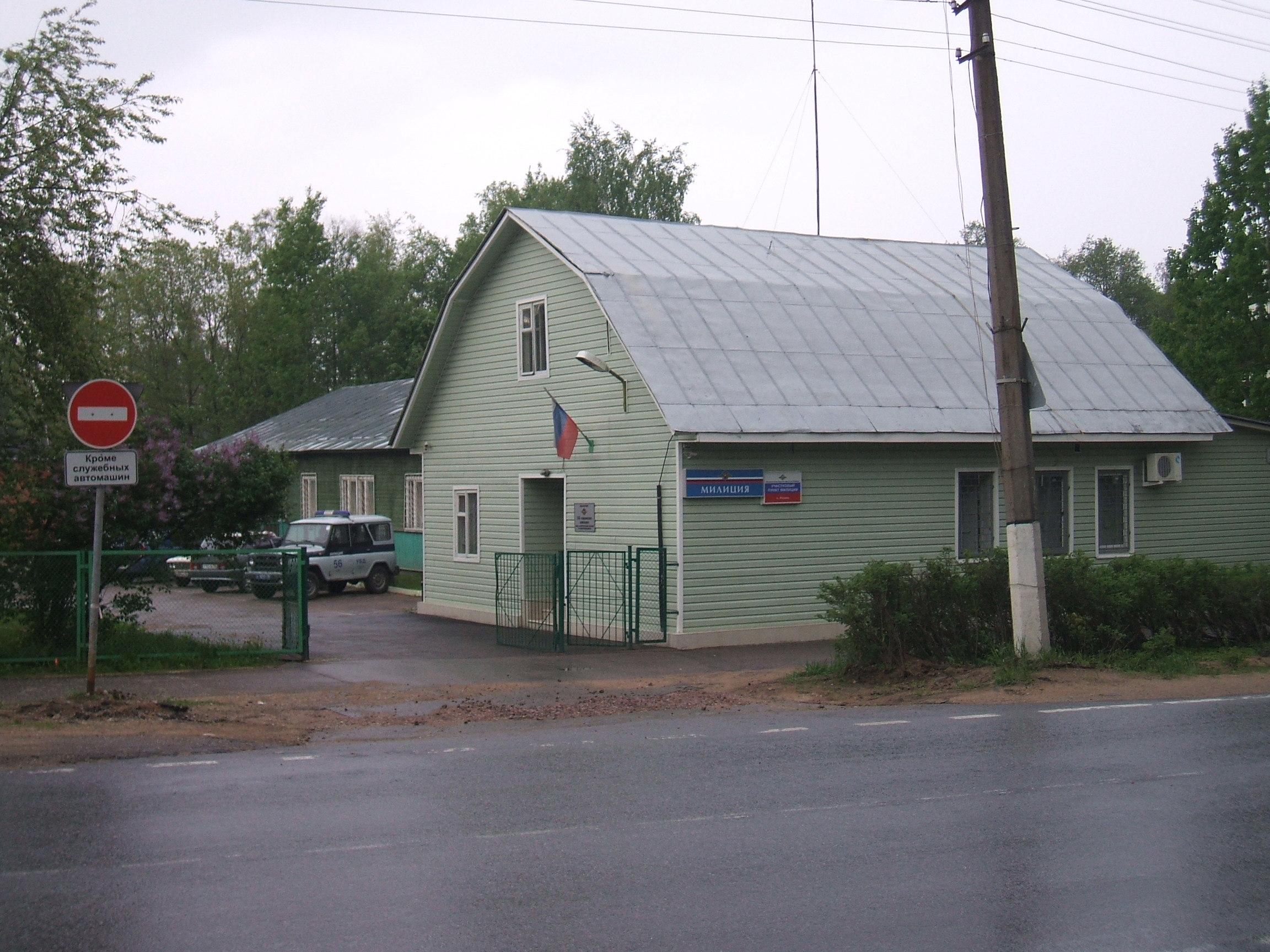
Полиция, Приморское шоссе, 416
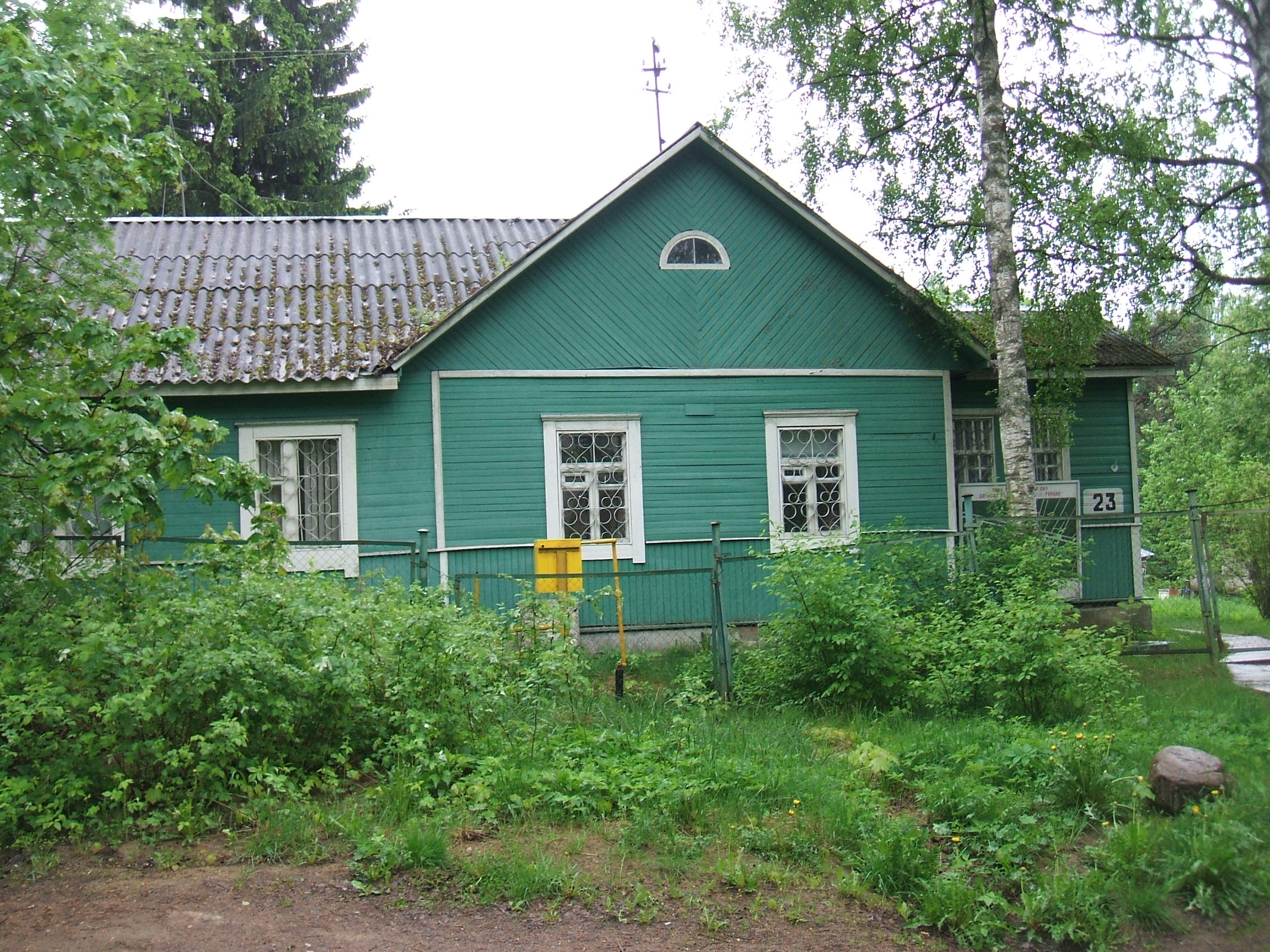
Дачное хозяйство, Луговая, 3
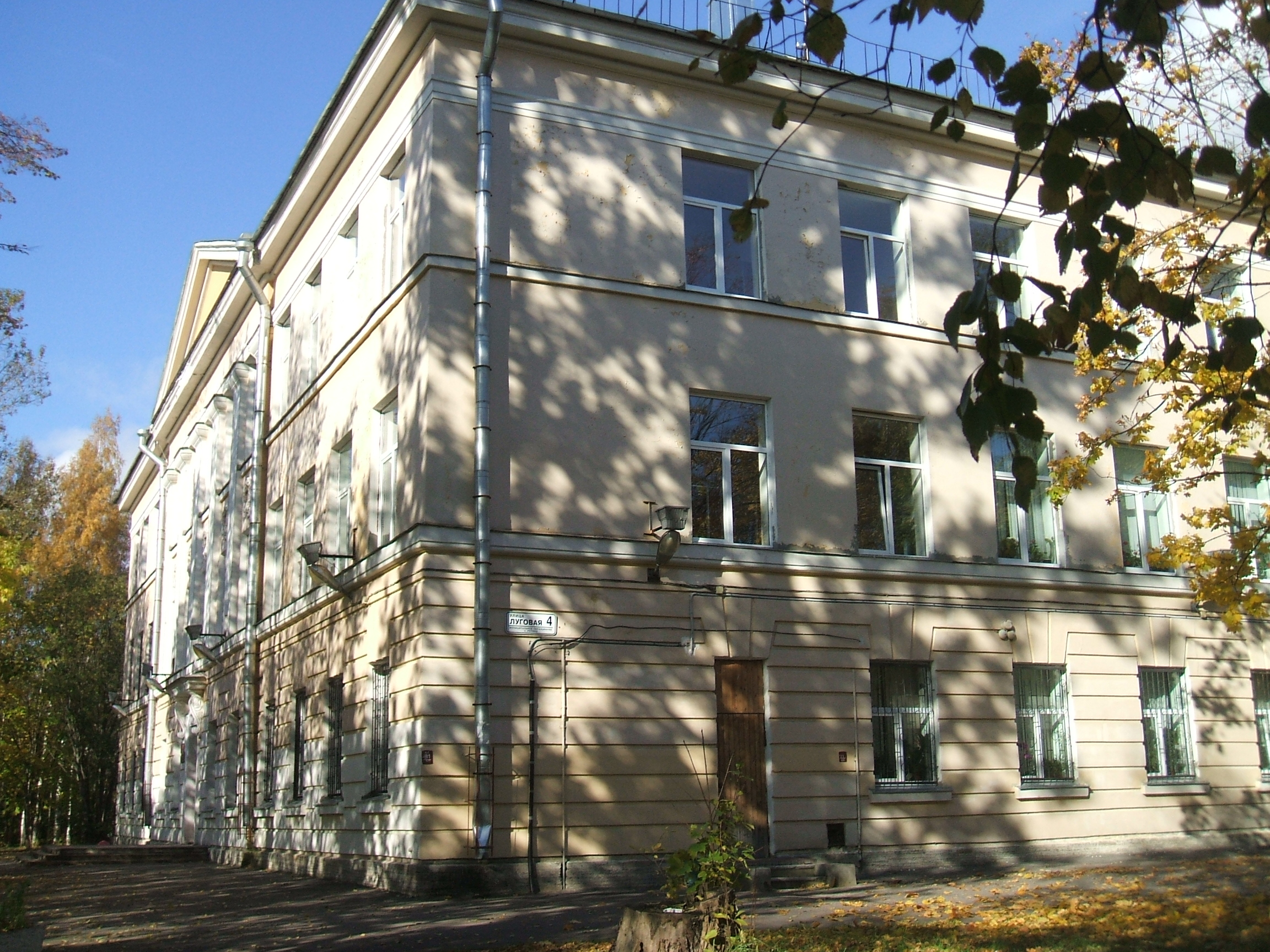
Школа № 442

## Население
| 2002  | 2010  | 2012  | 2013  | 2014  | 2015  | 2016  |
| ----- | ----- | ----- | ----- | ----- | ----- | ----- |
| 2011  | ↗2478 | ↗2511 | ↗2542 | ↗2566 | ↗2571 | ↗2687 |
| 2017  | 2018  | 2019  | 2020  | 2021  | 2023  | 2025  |
| ↗2774 | ↗2847 | ↗2915 | ↗2951 | ↘2888 | ↗2917 | ↗3022 |

## Уроженцы и известные жители
В 1911 году в Куоккале родился Михаи́л Моисе́евич Ботви́нник (4 (17) августа 1911, Куоккала — 5 мая 1995, Москва) — советский международный гроссмейстер, многократный чемпион мира по шахматам, 6-й в истории шахмат и 1-й советский чемпион мира (1948—1957, 1958—1960, 1961—1963). Доктор технических наук, профессор.
Русский и французский художник Пуни, Иван Альбертович (1892—1956) на протяжении творческого развития несколько раз кардинально менявший художественную манеру от авангардизма, кубизма, футуризма и супрематизма до лирического примитивизма родился в Куоккале.
Корне́й Ива́нович Чуко́вский (имя при рождении — Никола́й Корнейчуко́в, 19 [31] марта 1882, Санкт-Петербург — 28 октября 1969, Москва) — русский советский поэт, публицист, литературный критик, переводчик и литературовед, детский писатель, журналист. Отец писателей Николая Корнеевича Чуковского и Лидии Корнеевны Чуковской. Самый издаваемый в Советском Союзе и России автор детской литературы: тираж книг Чуковского за 2017 год превысил два миллиона экземпляров. Чуковский жил в Куокколе с 1912 года на собственной даче.
Илья́ Ефи́мович Ре́пин (24 июля [5 августа] 1844, Чугуев, Российская империя — 29 сентября 1930, Куоккала, Финляндия) — русский живописец, педагог, профессор, действительный член Императорской Академии художеств. Жил с 1899 года в Куокколе, где скончался и был похоронен в собственном имении.

## Санаторно-курортный комплекс
| № п/п | Наименование                                             | Адрес                                             | профиль                       | сайт                                                                                | Фото |
| 1     | «Репино»                                                 | Приморское шоссе, 394 (1 корпус)                  | Санаторий                     | 1                                                                                   |      |
| 2     | «Репино Cronwell Park Отель»                             | Приморское шоссе, 394 (2 корпус)                  | Отель                         | 2                                                                                   |      |
| ----- | -------------------------------------------------------- | ------------------------------------------------- | ----------------------------- | ----------------------------------------------------------------------------------- | ---- |
| 3     | «Репино-Тур»                                             | Приморское шоссе, 419                             | Кемпинг                       | 3. Архивировано из оригинала 5 марта 2016 года.                                     |      |
| 4     | «Буревестник»                                            | Луговая ул., 8                                    | Пансионат                     | 4                                                                                   |      |
| 5     | «Заря»                                                   | Приморское шоссе, 423                             | Пансионат                     | 5                                                                                   |      |
| 6     | «Балтиец»                                                | Приморское шоссе, 427                             | Дом отдыха                    | 6                                                                                   |      |
| 7     | Д. о. им. М. Горького, спа-отель Residence (с 2010 года) | Вокзальная ул., 1                                 | Отель, ресторан, спа, бассейн | 7                                                                                   |      |
| 8     | «Репинская»                                              | Приморское шоссе, 428                             | Гостиница                     | 8                                                                                   |      |
| 9     | «Кинематографистов»                                      | 2-я Новая ул., 16                                 | Дом творчества                | 9. Архивировано из оригинала 21 марта 2016 года. 10 (недоступная ссылка — история). |      |
| 10    | «Юность»                                                 | Большой пр., 30                                   | База отдыха                   | 11. Архивировано из оригинала 30 сентября 2009 года.                                |      |
| 11    | Дом творчества композиторов «Репино»                     | Приморское шоссе, 471                             | Дом творчества                | 12 (недоступная ссылка — история).                                                  |      |
| 12    | Дом отдыха композиторов «Репино»                         | Лермонтовский пр., 5. Летние будки в глухом лесу. | Дом отдыха                    | -                                                                                   |      |
| 13    | «Окунёвая Лель»                                          | Приморское шоссе, 47-й км                         | База отдыха                   | 13. Архивировано из оригинала 9 марта 2016 года.                                    | -    |
| 14    | ФорРестМикс                                              | Луговая ул., 10                                   | Клуб. Спорт. Отдых.           | -                                                                                   |      |

## Достопримечательности

### Репинские «Пенаты»
Усадьба Ильи Ефимовича Репина расположена в двух километрах от центра посёлка, рядом с Приморским шоссе в хвойном лесу. Художник здесь жил с 1899 года. Усадьба входит в объекты Культурного наследия РФ, а также ЮНЕСКО.

### ПамятникИ. Е. Репину

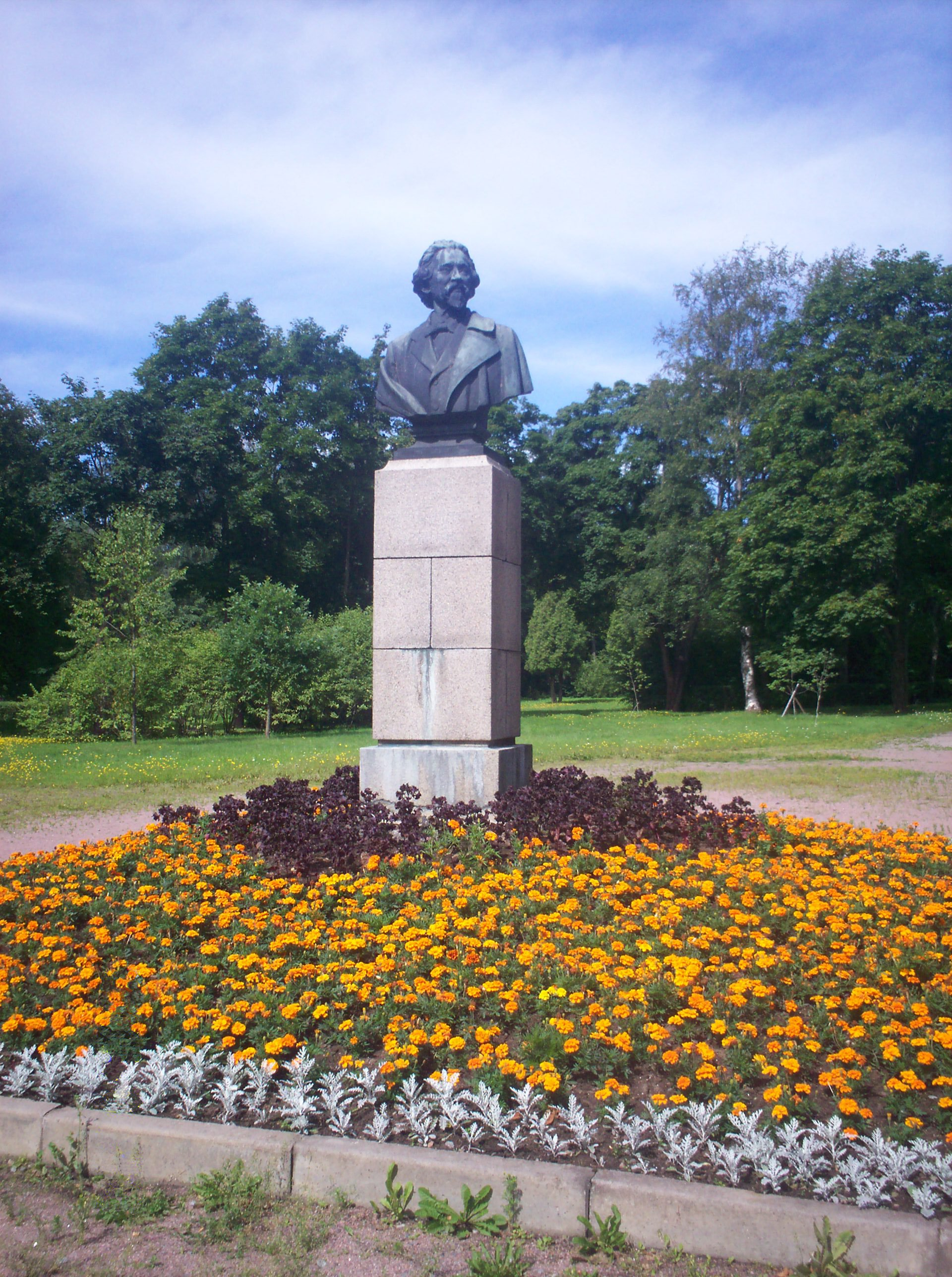
Бюст И. Е. Репина в Репине. Скульптор Манизер М. Г.

В центре посёлка Репино, в саду поставлен бюст И. Е. Репину, в честь которого назван посёлок. Бюст стоит на гранитном постаменте, высотой около двух метров с надписью «Илья Репин».

### Центральный парк (Парк Репино)
Между железнодорожной платформой «Репино» и Приморским шоссе, рядом с Нагорной улицей разбит довольно крупный парк на месте бывшего пустыря. Через него проходит одна центральная дорожка (от пансионата «Заря» к «Буревестнику»).
По восточной границе парка был прорыт неглубокий канал, идущий от котельной посёлка Репино и пансионата «Заря» к Приморскому шоссе, впадая в нижнем течении в Пруд влюблённых.
До 1917 года на месте этого парка находилась дача Родингера с парком и церковью. В XXI веке бывший пустырь благоустроен под муниципальный сад.

### Чукоккала

#### Известные люди
В посёлке находилась дача, которую Корней Чуковский снимал у П. С. Анненкова, где зародилась традиция множества известных персон оставлять рисунки и злободневные комментарии в рукописном альманахе, который Илья Репин назвал «Чукоккала». В 1979 году первое издание альманаха, сильно пострадавшее от цензурных ограничений, было подготовлено к печати внучкой Чуковского Еленой Цезаревной. Среди авторов записей:
- Андреев, Леонид Николаевич;
- Анненков, Юрий Павлович;
- Бродский, Исаак Израилевич — художник;
- Бунин, Иван Алексеевич — писатель;
- Бурлюк, Давид Давидович — поэт;
- Венгеров, Семён Афанасьевич — историк литературы;
- Горький, Максим — писатель, «Буревестник революции»;
- Григорьев, Борис Дмитриевич — художник;
- Евреинов, Николай Николаевич;
- Каменский, Василий Васильевич — поэт, авиатор;
- Лифшиц, Бенедикт Константинович — поэт-футурист;
- Мандельштам, Осип Эмильевич — поэт;
- Пуни, Иван Альбертович (родился в Куоккале);
- Шаляпин, Фёдор Иванович;
- Щепкина-Куперник, Татьяна Львовна.

Был частым гостем в Пенатах у Репина. В Куоккале (ныне Репино) поселился по необходимости после событий «кровавого воскресенья» и месячного заключения в Петропавловской крепости. Жил на вилле Эрстрема, которая называлась «Линтула», вместе с гражданской женой Андреевой Марией Фёдоровной. Вилла не сохранилась, на её месте был знаменитый в советское время дом отдыха им. Горького. Вилла была местом для связи руководителей ЦК РСДРП Бурениным Н. Е., Гарин-Михайловским Н. Г. В Куоккале Горький вступил в партию большевиков, начал пьесу «Варвары», завершил пьесу «Дети солнца». 17 июля 1905 года в Куоккале состоялась первая постановка этой пьесы.

- Маяковский, Владимир Владимирович закончил в 1915 году работу над своей первой поэмой «Облако в штанах».

В Куоккале, где Маяковский, «шатаясь пляжем», вышагивал раскалённые строки поэмы. «Это продолжалось часов пять или шесть — ежедневно», — вспоминал К. Чуковский. — Ежедневно он исхаживал по берегу моря 12-15 вёрст. Подошвы его стёрлись от камней, нанковый синеватый костюм от морского ветра и солнца давно уже стал голубым, а он всё не прекращал своей безумной ходьбы… Когда Маяковский жил в Куоккале, он, конечно, бывал у Чуковского. Владимир Владимирович тогда очень нуждался и установил «семь обедающих знакомых». «В воскресенье ем Чуковского, в понедельник — Евреинова и т. д.».

К. Чуковский о поездке в Куоккалу в 1925 году:

…Ехал я в Куоккалу с волнением, — вспоминал, всматривался, узнавал; снегу мало, дорога сплошной лёд; приехав в дворницкую к Д[митрию] Федосеевичу, остановился у него. Но не заснул ни на миг. Ночью встал, оделся — и пошёл на репинскую дачу. Ворота новые, рисунок другой, а внутри всё по-старому, шумит фонтан (будто кто ногами шаркает), даже очертания деревьев те же. Был я и у себя на даче — проваливался в снег — вот комната, где б[ыл] мой кабинет, осталось две-три полки, остался стол да драный диван, вот детская, вот знаменитый карцер — так и кажется, что сейчас вбежит маленький Коленька с маленькой Лидкой. Самое поразительное — это знакомые очертания домов и деревьев. Брожу в темноте, под звёздами, и вдруг встанет забор или косяк дома, и я говорю: «да, да! те самые». Не думал о них ни разу, но, оказывается, все эти годы носил их у себя в голове. Всю ночь меня тянуло к Репину каким-то неодолимым магнитом.

#### Местоположение дачи Чукоккала
1912 год: на имя Чуковского К. И. с участием И. Е. Репина, приобретена дача в п. Куоккала (п. Репино) наискосок от «Пенатов» И. Е. Репина, где Чуковские жили и зимой. Вот как описывают современники местоположение этой дачи (на плане знаменитых мест п.18):

Дача выходит в море. Она двухэтажная, с некоторым отзвуком английского коттеджа… Поместье с двух сторон отделено от соседей забором, с третьей стороны — водою ручья, с четвёртой, от берега моря его не отделяло ничего… Оказавшись после 1918 года за границей, дача была разграблена… В 1940 году К. И., имея в Москве «полный набор советских благ» пытался отвоевать дачу для сына, но его права на куоккальский дом не признали. Дом стал обкомовской дачей, никогда официально не считался чем-то особенно ценным для российской культуры — и сгорел дотла в 1986 году…— 
Рядом с дачей на берегу Финского залива стоит «бартнеровская» стенка, выложенная из камней «рапакиви», скреплённых железными скобами и бетонным раствором. На этой стенке раньше стояла старинная беседка за высоким глухим забором. Беседку убрали по просьбе жильцов из ВЦСПС в обкомовской даче, так как она привлекала всеобщее внимание. Дом Чуковского в течение многих лет принадлежал Управлению дачного обслуживания Ленгорисполкома. Это было строение № 2. От прежней планировки ничего не осталось. Исчезли в дощатых перегородках гостиная-столовая, занимавшая полдома, со знаменитым дачным столом и самоваром. Здесь рисовали Репин и Анненков, импровизировал Николай Евреинов, читал стихи Маяковский. Новые жильцы, поселившиеся в клетушках, знали, что живут в знаменитом доме, с гордостью говорили об этом своим знакомым. Дом становился всё более популярным. Сюда приходили и приезжали тысячи людей, так как Чукоккала была одним из объектов экскурсии по литературным местам Карельского перешейка. Автобусы приезжали в «Пенаты», и после осмотра усадьбы художника экскурсоводы обращали внимание публики на двухэтажный кубообразный дом зелёного (в 1967 году) цвета, стоящий наискосок через Приморское шоссе от «Пенат». Даже лужайку перед домом пришлось заасфальтировать, чтобы тяжёлые экскурсионные «Икарусы» могли развернуться. Жильцы дома оказались в осаде. Дачники в окружении экскурсантов! Централизованно заборы вокруг дач были убраны. Дом был обнажён и общедоступен. Стали вешать объявления, запрещающие подходить к дому. Распространили версию, что это не дом Чуковского, а просто строение № 2, чем принижалось значение культурного наследия. Но были ещё живы ровесники века, которые выросли в Куоккале по соседству с семейством Чуковских. Это архитектор Заварзин А. А., сын булочника Голубев, учительница детей Малинина Наталия Евгеньевна. Они многое уточнили, пометили на карте. Фотографию дома подтвердил и сам Корней Иванович. Дом был снят в фильме «Чукоккала». Фильм о доме и альманахе. Все эти документы собирали сотрудники музея «Пенаты» с целью поставить дом под охрану ГИОПа и сделать его филиалом музея.
Пожар случился в ночь с 31 августа на 1 сентября 1986 года. Версия — кто-то перетопил печь. Дом сгорел частично со стороны залива, а со стороны шоссе остались стена и веранды. Ввиду аварийного состояния он был списан с баланса Управления дачного обслуживания Ленгорисполкома как представляющий опасность. Работники музея «Пенаты» пытались добиться восстановления строения, хотя бы на том же фундаменте и с тем же внешним видом: подготовили историческую справку, организовали телесъёмки. Телепередача была включена в программу на 3 мая 1987 года, но её с эфира сняли. В мае того же года дом был разобран. Теперь на этом месте гладкое место, выкопали даже фундамент. Телепередачу всё же через год показали, в «Советской культуре» напечатали статью о плачевном состоянии бывшей Чукоккалы. Ленгорисполком ответил, что и рады бы отстроить заново, да ведь документальных материалов никаких нет. Летом 1986 года строение № 2 значилось по ул. Кронштадтской, 10 (она же Пограничная, 3. Проживали в доме работники областного и районных комитетов КПСС.
Из документов 6-го отряда военизированной пожарной охраны Сестрорецкого района:

Сецсообщение. 1 сентября 1986 года в 00.40 в посёлке Солнечное, на улице Кронштадтской, 10, в даче № 2 ДЭХ-5 исполкома Ленгорсовета произошёл пожар. Пожар ликвидирован силами Комаровского, Зеленогорского и Сестрорецкого отделений 6-го отряда ВПО. Использовалось шесть стволов с установкой на пожарный гидрант. Здание представляет собой деревянное двухэтажное рубленое, обшитое вагонкой, крытое шифером, размером 12х10х8 м. Электропроводка исправна, «жучков» нет. Отопление печное в исправном состоянии. При пожаре обгорело 160 м². стен и перегородок. Сгорели и обрушились потолочные перекрытия над помещениями кухонь 1-го и 2-го этажей и комнат, расположенных в западной части здания. Сохранилась одна комната. Дом постройки до 1917 года, износ более 100 процентов. По своему сгоревшему имуществу ДЭХ-5 составил акт на сумму 678 руб. По незастрахованному имуществу граждан ущерба нет согласно их заявлениям. В ходе проверки установлено, что пожар произошёл в комнате гражданина Никанорова В. В., проживавшего на первом этаже в комнате № 2, от неосторожного обращения с огнём. В ходе осмотра помещения выявлен прогар справа от входа в комнату. Из объяснений арендаторов данной комнаты установлено, что перед уходом с дачи все электроприборы были отключены, помещение осмотрено, печи не топились. Причина пожара — неосторожное обращение с огнём. Второй вывод, с учётом очага и опроса арендаторов. Причиной пожара послужило проникновение в здание посторонних лиц с целью совершения кражи личного имущества и последующего поджогом. Сестрорецкое РУВД «Дело» направило на пожарную экспертизу. В возбуждении уголовного дела отказано, дело находится в архиве. Вина гр. Никанорова В. В. не доказана, причина пожара — неизвестна. С такой формулировкой дело закрыто. В комнате Никанорова в розетке обнаружен обгоревший тройник. Жена курит. Причина — или короткое замыкание, или сигарета.

По состоянию на 2011 год это место пустует и по указанным приметам можно определить, где же была дача.

## Репино в кино
В 2015—2016 годах в посёлке снимались эпизоды мини-сериала «Чудны дела твои, Господи!»

## Галерея

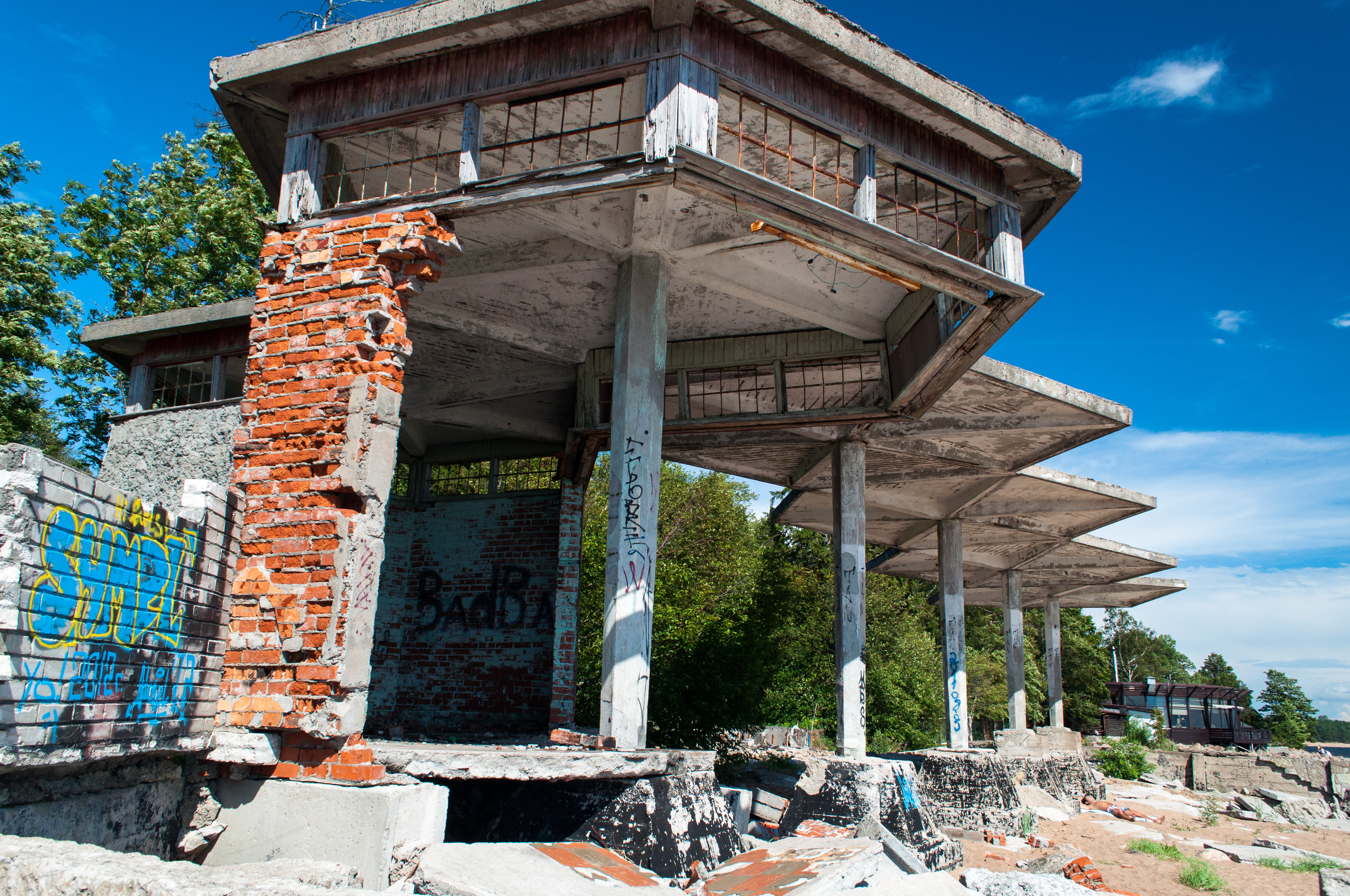
Побережье Финского залива в районе Приморского шоссе 428. Вид на ресторан «Панорама»
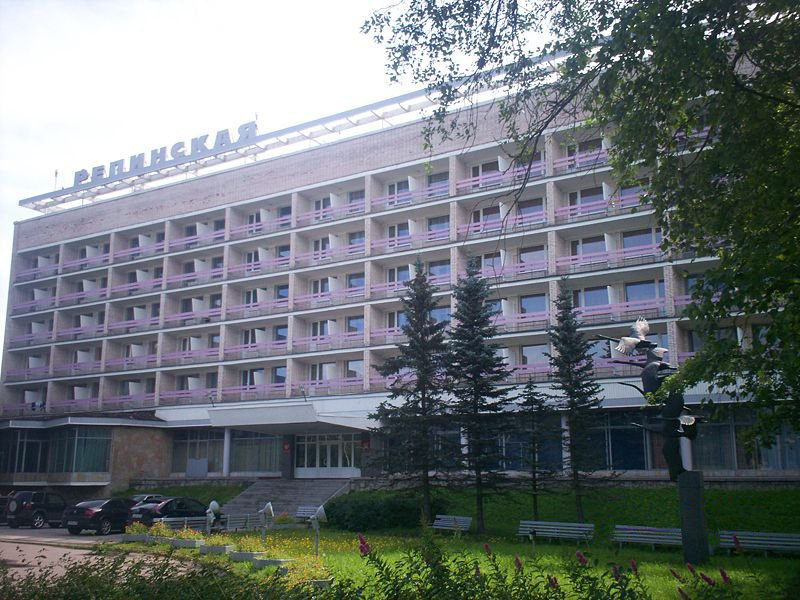
Гостиница «Репинская»
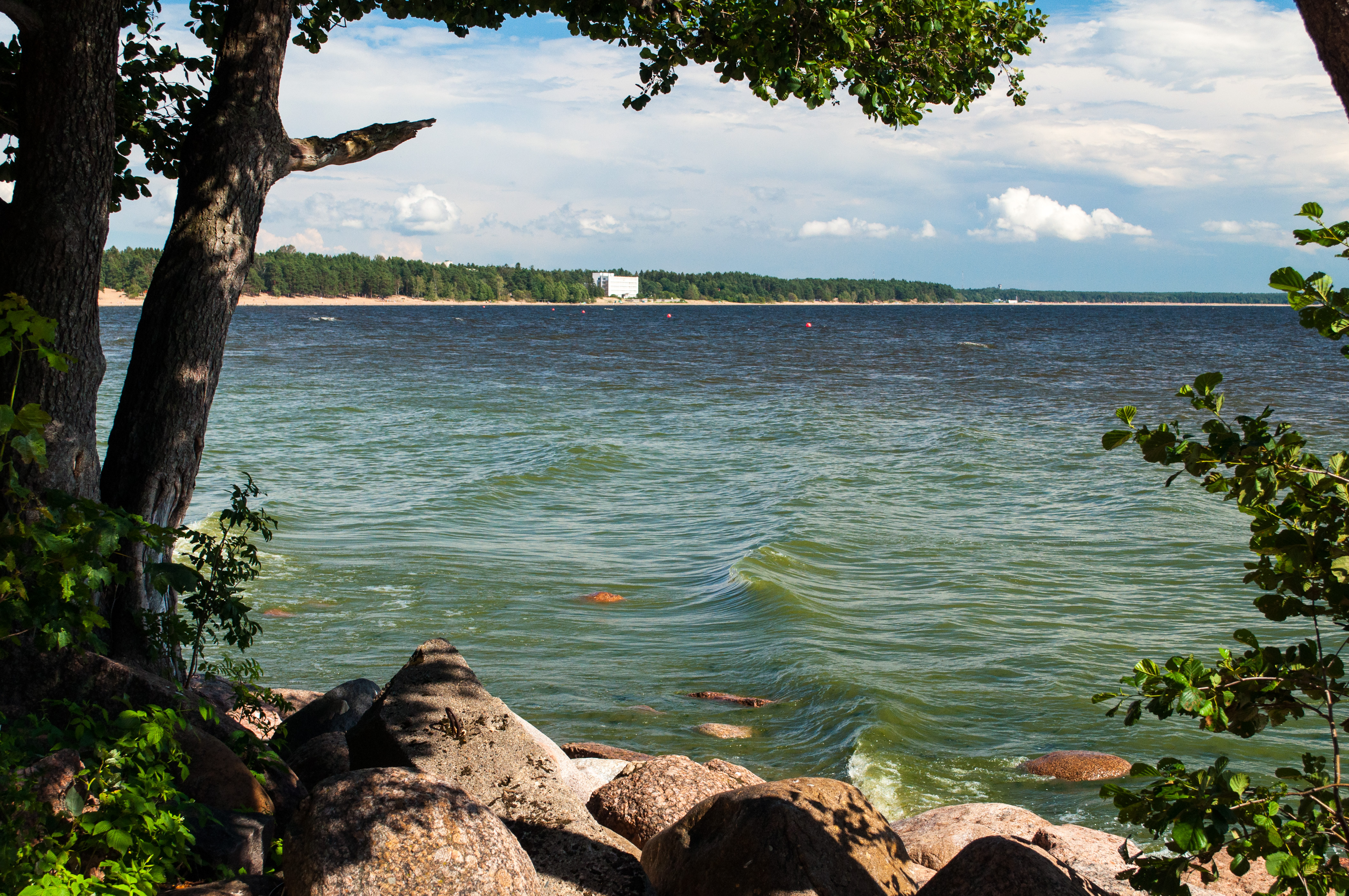
Побережье Финского залива в районе Приморского шоссе 428. Вид на санаторий «Репино»
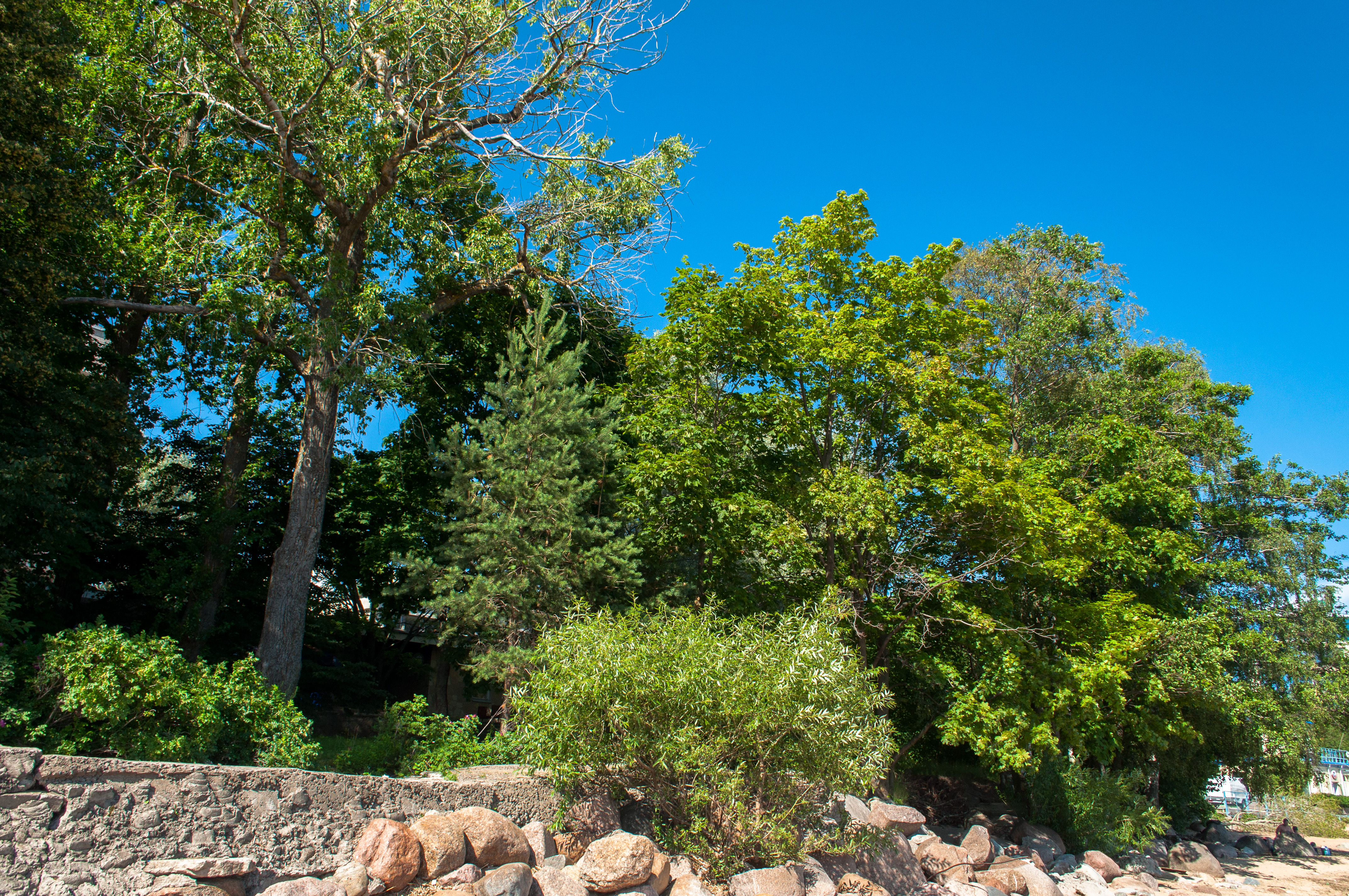
Побережье Финского залива у гостиницы «Репинская»
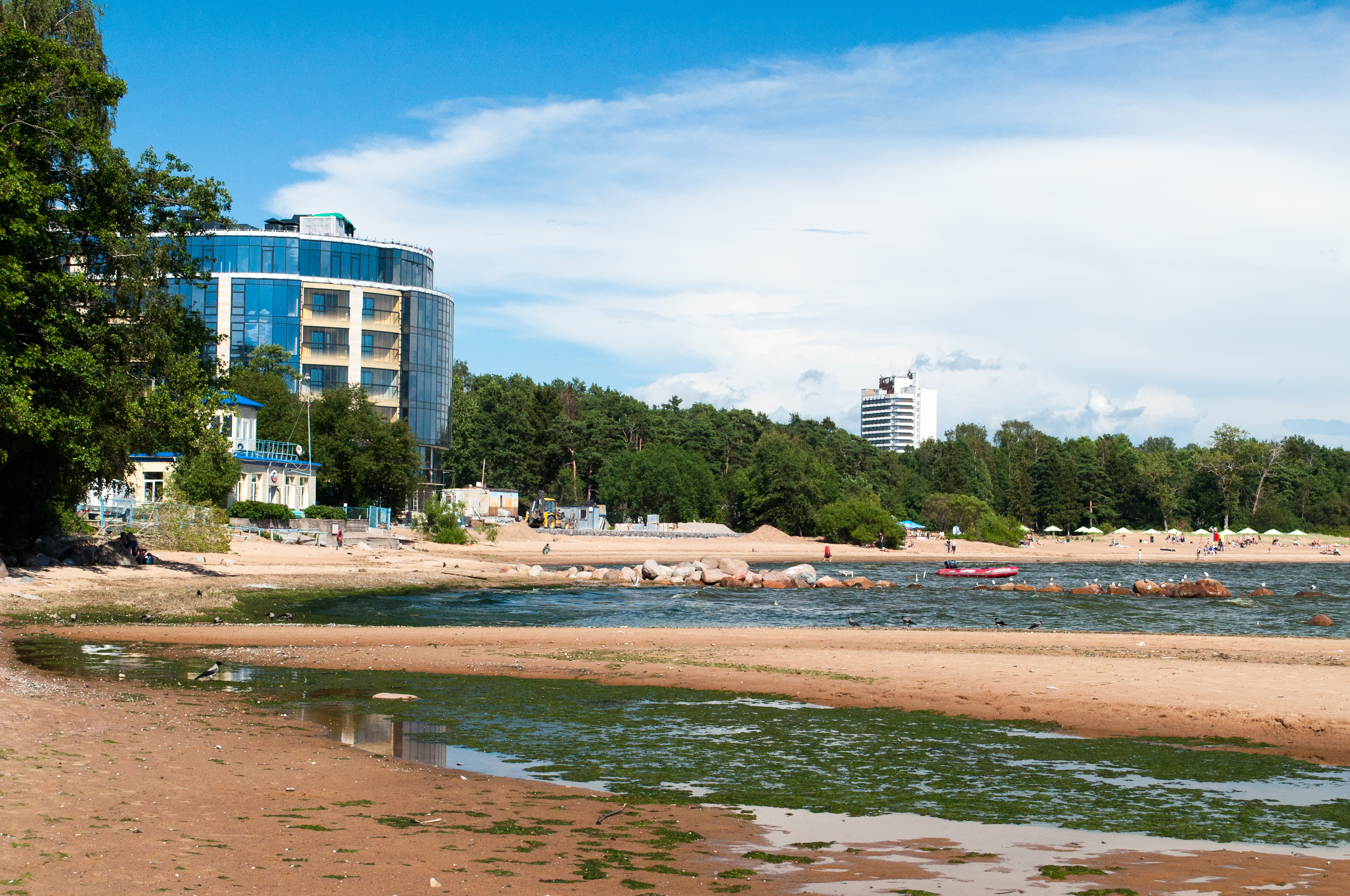
Пляж «Чудный»
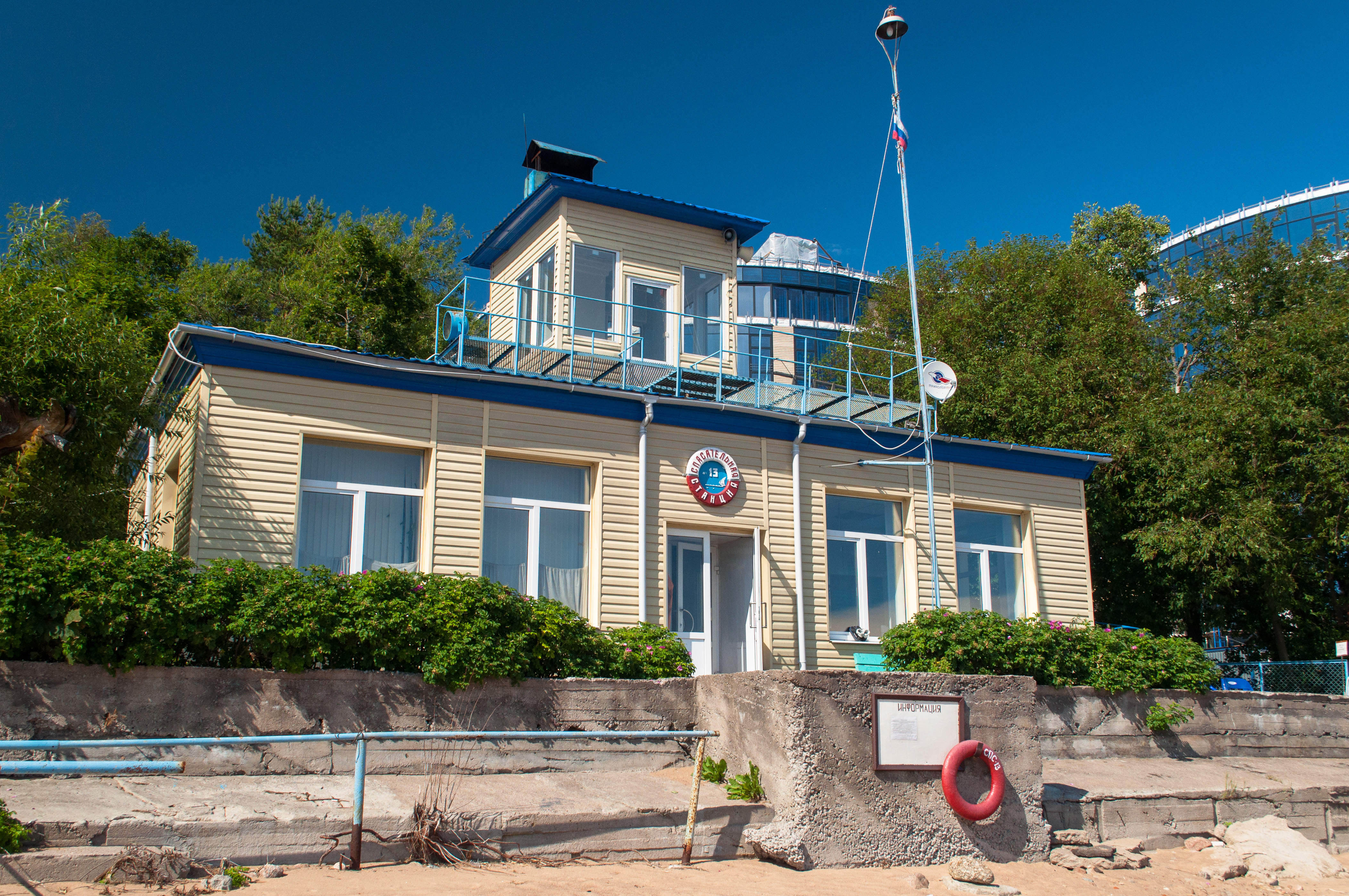
Спасательная станция у пляжа «Чудный»
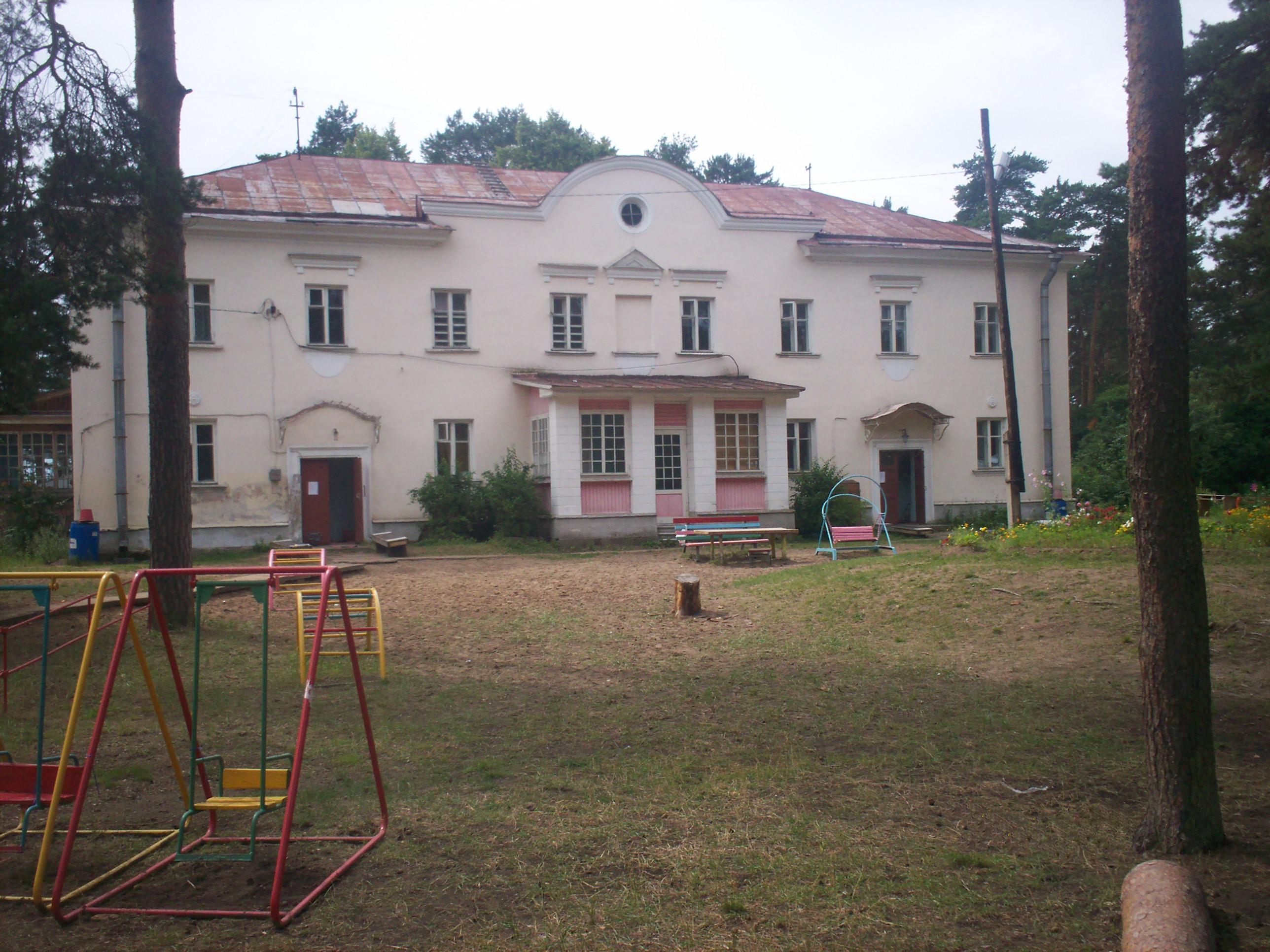
Репино. Детский сад напротив входа в Пенаты
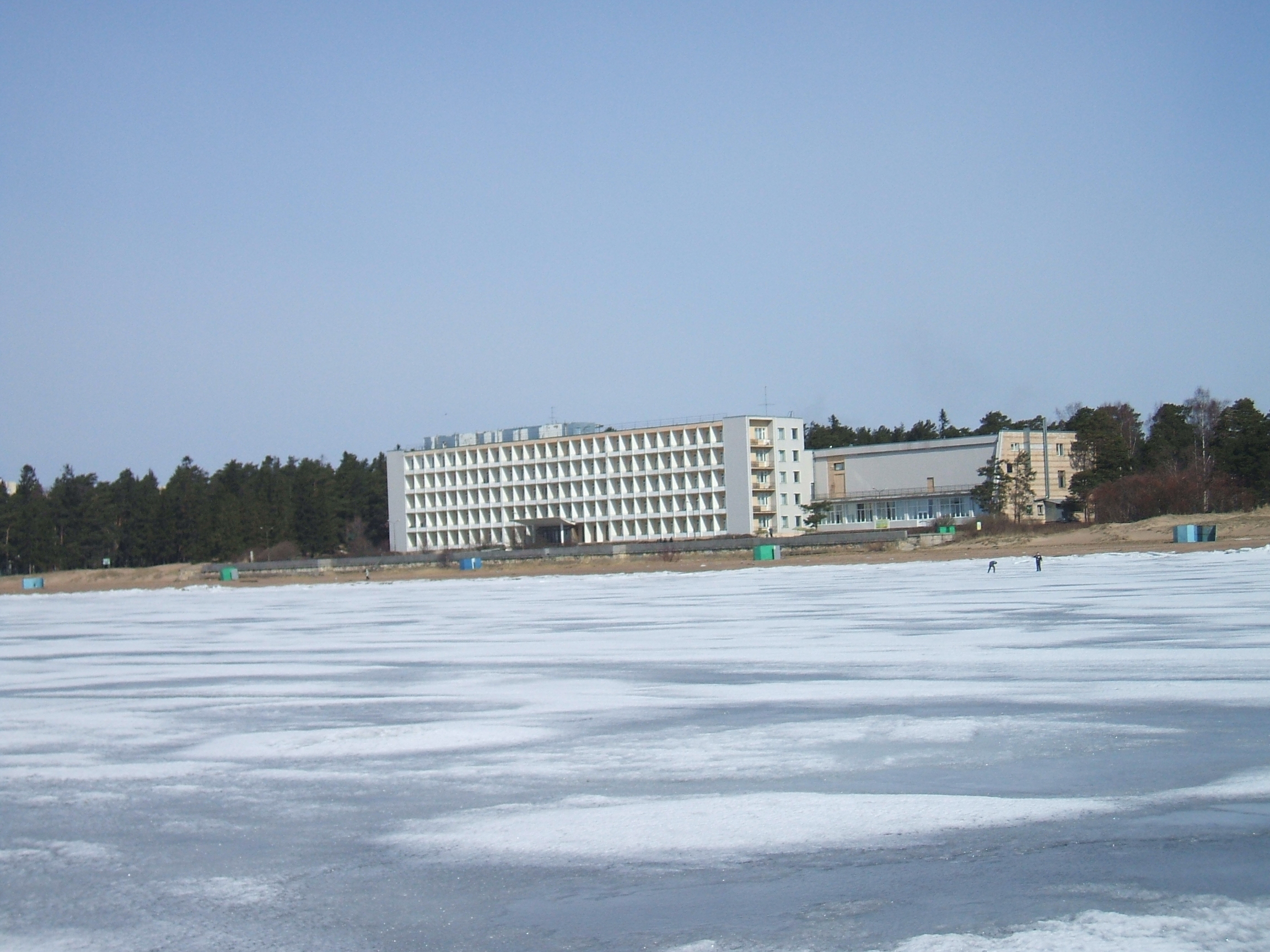
Санаторий «Репино» (кардиологический)

В 2010 году посёлок Репино стал победителем городского конкурса по благоустройству среди 67 муниципальных образований СПб в номинации «Лучшее благоустройство посёлка», получив диплом губернатора.